# Apache OpenOffice

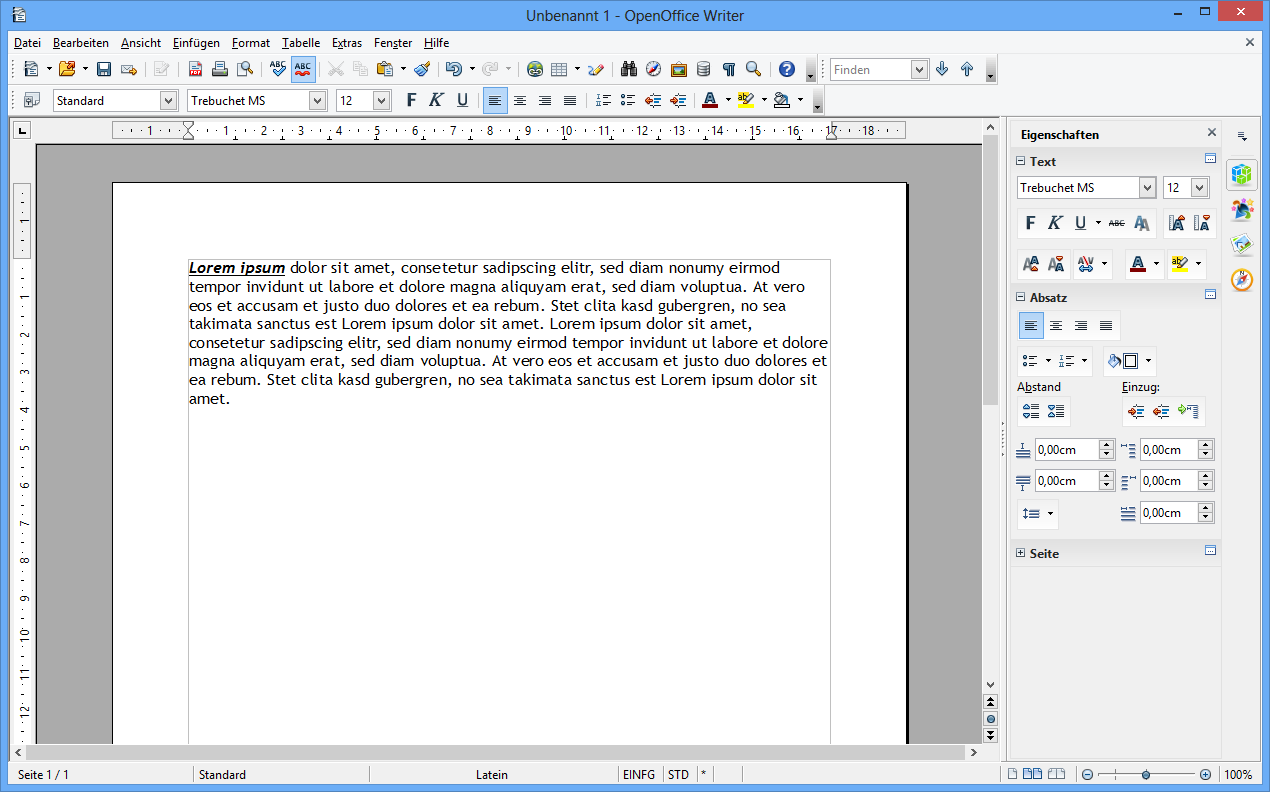
Lay-out OpenOffice.org 4.0 Writer

Apache OpenOffice is een opensource-kantoorsoftwarepakket dat wordt verspreid onder versie 2.0 van de Apache-licentie. OpenOffice 3.4, de eerste versie uitgebracht door Apache, werd uitgebracht op 7 mei 2012.
Er zijn versies beschikbaar voor Linux, Windows, en macOS.

## Geschiedenis
In april 2011 besliste Oracle om te stoppen met de ontwikkeling met een commerciële variant van OpenOffice.org en om het softwarepakket te herleiden tot een puur gemeenschapsgebaseerd project. Het succes van LibreOffice speelde waarschijnlijk mee in de beslissing van Oracle om de commerciële kant van OpenOfice.org op te geven. Heel wat werknemers en bedrijven waren inmiddels overgestapt op de fork LibreOffice.
In juni 2011 droeg Oracle het gehele Openoffice.org project, inclusief de broncode, over aan de Apache Software Foundation, dat het project sinds december 2011 Apache OpenOffice noemt (.org is dus weggevallen uit de naam). Met de overdracht aan de Apache Software Foundation is ook de licentievorm gewijzigd. Werd OpenOffice.org gepubliceerd onder de LGPL-licentie, Apache OpenOffice wordt onder de Apache-licentie (versie 2.0) verspreid.
In juli 2011 kondigde IBM aan dat het de code van Lotus Symphony en het ODF Toolkit aan Apache OpenOffice zou bijdragen. Deze code omvat onder andere de implementatie van IAccessible2, dat de toegankelijkheid onder Windows zou verbeteren.
Begin september 2016 stuurde de vicepresident van AOO een e-mail getiteld "What would OpenOffice retirement involve?" in reactie op vragen van het bestuur van ASF over het uitblijven van (veiligheids-)updates en nieuwe versie-releases. Het uitfaseren/"met pensioen sturen" van het programma werd door hem als een van mogelijke oplossingen genoemd om de gevolgen van langdurige onderbezetting van het ontwikkelteam te ondervangen. Als een van de oorzaken voor de onderbezetting werd het overstappen van steeds meer ontwikkelaars naar LibreOffice genoemd.

## Licentie
OpenOffice wordt verspreid onder de Apache-licentie, versie 2.0. Het pakket werd voor versie 3.4 verspreid onder de LGPL. Voorheen was dit een dubbellicentie van SISSL en LGPL.

## Doelstelling
Apache OpenOffice is een opensourceproject met als doelstelling: De ontwikkeling van hét internationaal toonaangevende kantoorpakket, dat door de voornaamste besturingssystemen wordt ondersteund, en dat toegang biedt tot alle functionaliteit en gegevens via open, componentgebaseerde API's en een op XML gebaseerd bestandsformaat.
OpenOffice is bovendien het product dat in deze context wordt ontwikkeld: een voor iedereen vrij kantoorpakket met modules voor tekstverwerking, spreadsheet, vectorgrafiek, HTML-bewerking en presentatie. Qua functieomvang en bediening is het vergelijkbaar met de bekende (niet gratis) kantoorpakketten. Het is goed bruikbaar zijn voor thuisgebruik en in veel gevallen ook in bedrijven. Sommige computerwinkels bieden OpenOffice aan als optie bij het kopen van een computer. Programmeurs mogen de broncode als startpunt gebruiken, aanpassingen aanbrengen en eventueel commercialiseren.
OpenOffice wordt - naast LibreOffice - algemeen gezien als belangrijkste alternatief voor marktleider Microsoft Office. OpenOffice hanteert het standaarddocumentformaat OpenDocument, waardoor met name overheidsorganisaties in verschillende landen (die steeds meer verplicht worden om een open bestandsformaat te gebruiken) ertoe neigen om over te stappen.

## Modules
Het pakket bestaat uit de volgende programma's:
- Writer voor tekstdocumenten en HTML-documenten (vergelijkbaar met Microsoft Word)
- Calc voor werkbladen (spreadsheets) (vergelijkbaar met Microsoft Excel)
- Base voor databases (sinds OOo 2.0) (vergelijkbaar met Microsoft Access)
- Draw voor tekeningen (vectorgrafiek)
- Impress voor presentaties (vergelijkbaar met Microsoft PowerPoint)
- Math voor formules

Deze programma's kunnen bestanden in verschillende formaten openen en opslaan. Standaard worden documenten opgeslagen als XML-bestand. Andere bestandsformaten worden ook ondersteund, zoals de meeste bestanden uit de Microsoft Office-bundel. Ook bestaat er de mogelijkheid om PDF te exporteren.
OpenOffice kan worden uitgebreid met zogenaamde extensies: gebruikers kunnen extensies downloaden van een aparte website; ontwikkelaars van extensies vinden de nodige informatie in de wikipagina's van het project.

## Versiegeschiedenis

OpenOffice 3.4.0

| Versie | Opmerking | Verschijningsdatum |
| ------ | --- | ------------------ |
| 3.4.0  | Eerste versie uitgebracht door Apache                                                                                              | 7 mei 2012         |
| 3.4.1  | | 23 augustus 2012   |
| 4.0    | Introductie van een nieuwe zijbalk-functie                                                                                         | 23 juli 2013       |
| 4.1    | Verbeterde ondersteuning voor afbeeldingen bijsnijden en Microsoft-formaten; IAccessible2 voor betere toegankelijkheid op Windows. | 29 april 2014      |
| 4.1.1  | | 21 augustus 2014   |
| 4.1.2  | | 28 oktober 2015    |
| 4.1.3  | | 12 oktober 2016    |
| 4.1.4  | | 19 oktober 2017    |
| 4.1.5  | | 30 december 2017   |
| 4.1.6  | | 18 november 2018   |
| 4.1.7  | | 21 september 2019  |
| 4.1.8  | | 10 november 2020   |
| 4.1.9  | | 7 februari 2021    |
| 4.1.10 | | 4 mei 2021         |
| 4.1.11 | | 6 oktober 2021     |
| 4.1.12 | | 4 mei 2022         |
| 4.1.13 | | 22 juli 2022       |
| 4.2    | | gepland            |

### Versie 4.0
Versie 4.0 van Apache OpenOffice is de eerste waarin een belangrijk deel code overgenomen wordt van Lotus Symphony, namelijk de sidebar. De sidebar verschijnt rechts in de interface, waar in vroegere versies van Writer en Impress de task panel verscheen. De sidebar laat de gebruiker toe veel gebruikte functies snel te bereiken.
Wat toegankelijkheid betreft, werd de ondersteuning voor de Java Access Bridge v2.0.3 onder Windows hersteld. De integratie van de code voor IAccessible2, een toegankelijkheids-API die de Java Access Bridge op Windows moet vervangen en die in IBM Lotus Symphony geïntegreerd was, is gepland voor versie 4.1.
De introductie van de sidebar kan de werking van sommige extensies negatief beïnvloeden. Compatibiliteitsproblemen werden besproken op verschillende mailinglijsten (zie bijv. Marcelly en Delist) en op de wiki. Informatie voor ontwikkelaars werd onder andere bekendgemaakt op het forum en de wiki.

### Versie 4.1
Bij de introductie van OpenOffice 4.1 werd vooral de ondersteuning van IAccessible2 onder de aandacht gebracht. Deze toegankelijkheids-API zorgt voor een betere ondersteuning voor assistieve technologieën zoals schermlezers op Microsoft Windows. Een andere toevoeging is de mogelijkheid om geselecteerde stukken tekst van een commentaar te voorzien.

## Internationale versies
OpenOffice is beschikbaar in enkele tientallen talen. De vertaling van de gebruikersinterface en de hulpinformatie wordt uitgevoerd door localisatieprojecten.